# Ligamento longitudinal anterior
El ligamento longitudinal anterior es un ligamento que recorre la superficie anterior de la espina. Atraviesa todos los cuerpos vertebrales y discos intervertebrales en su cara ventral. Puede ser parcialmente para tratar ciertas curvaturas anormales de la columna vertebral, como la cifosis.

## Estructura
El ligamento longitudinal anterior recorre los cuerpos vertebrales y los intervertebral de todas las vértebras en su lado ventral. El ligamento es grueso y ligeramente más estrecho sobre las cuerpos vertebrales y más fino pero ligeramente más ancho sobre los discos intervertebrales. Este efecto es mucho menos pronunciado que el observado en el ligamento longitudinal posterior.[cita requerida] Tiende a ser más estrecho y grueso alrededor de las vértebras torácicas, pero más ancho y delgado alrededor de las vértebras cervicales y lumbares.
El ligamento longitudinal anterior tiene tres capas: superficial, intermedia y profunda. La capa superficial atraviesa de 3 a 4 vértebras, la capa intermedia cubre de 2 a 3 y la capa profunda se encuentra sólo entre vértebras individuales.

## Importancia clínica
El ligamento longitudinal anterior puede llegar a estar calcificado, causando dolor de espalda.

### Liberación quirúrgica
El ligamento longitudinal anterior puede ser "liberado", o cortado parcialmente, entre dos vértebras adyacentes.
Esto puede hacerse para tratar una curvatura anormal en la columna vertebral, como la cifosis. La osteoporosis, algunas infecciones, y las cirugías de espalda anteriores pueden impedir esta cirugía.

## Imágenes adicionales

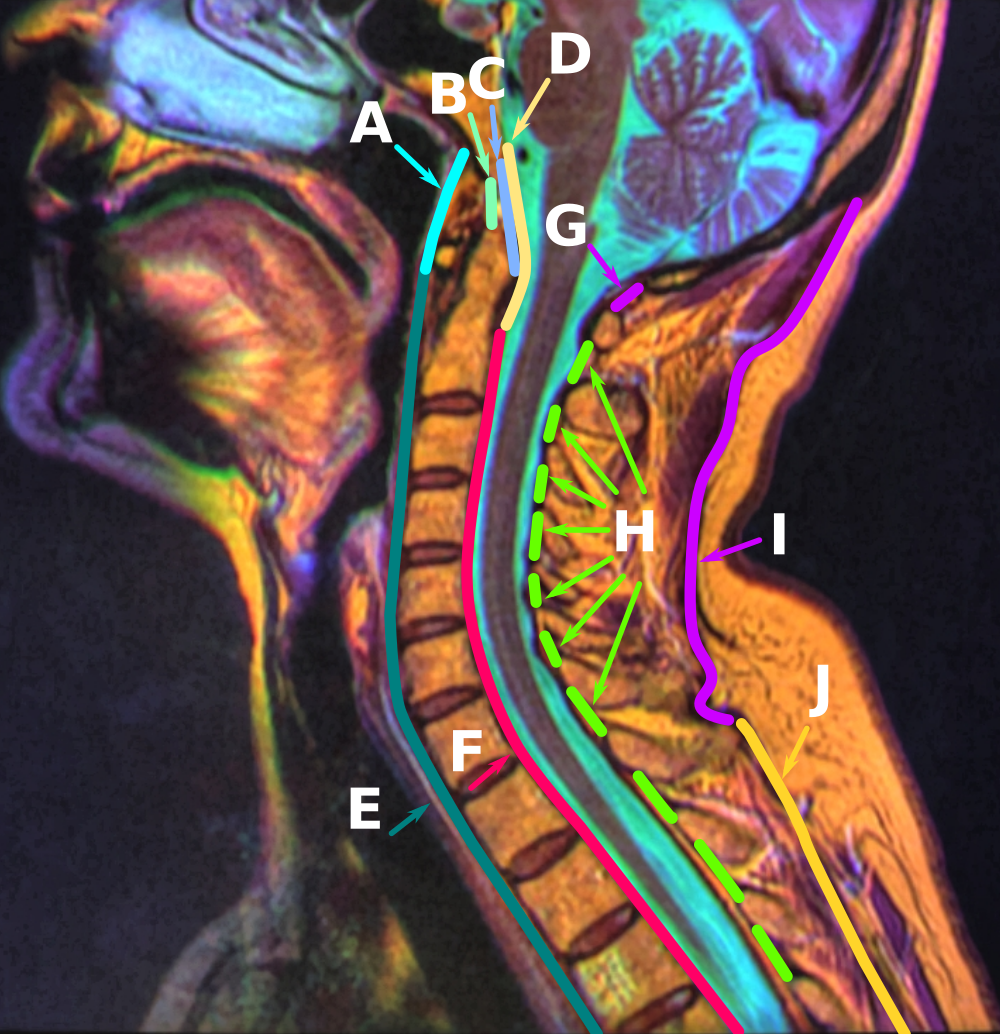
E:Ligamento longitudinal anterior
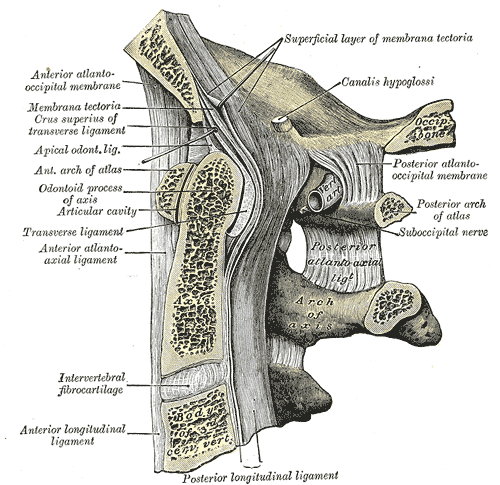
Sección sagital mediana a través del hueso occipital y las tres primeras vértebras cervicales.
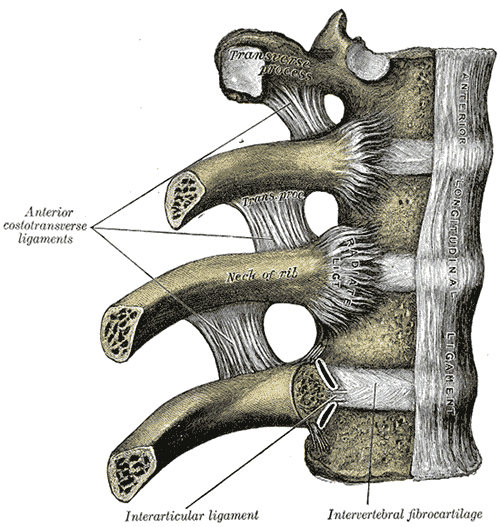
Articulaciones costovertebrales. Vista anterior.